# Easton on the Hill
Easton on the Hill es un pueblo y una parroquia civil del distrito de East Northamptonshire, en el condado de Northamptonshire (Inglaterra).

## Demografía
Según el censo de 2001, Easton on the Hill tenía 956 habitantes (451 varones y 505 mujeres). 171 (17,89%) de ellos eran menores de 16 años, 684 (71,55%) tenían entre 16 y 74, y 101 (10,56%) eran mayores de 74. La media de edad era de 43,1 años. De los 785 habitantes de 16 o más años, 160 (20,38%) estaban solteros, 498 (63,44%) casados, y 127 (16,18%) divorciados o viudos. 422 habitantes eran económicamente activos, 404 de ellos (95,73%) empleados y otros 18 (4,27%) desempleados. Había 32 hogares sin ocupar, 423 con residentes y 4 eran alojamientos vacacionales o segundas residencias.
| 579                         | 595 | 689 | 769 | 883 | 1066 | - | - | 981 | 914 | 821 | 893 | 808 | 814 | - | 811 | 919 |
| (Fuente: Vision of Britain) |     |     |     |     |      |   |   |     |     |     |     |     |     |   |     |     |